# Nikai Toshihiro
Nikai Toshihiro (二階 俊博 (Nhị Giai Tuấn Bác) Nikai Toshihiro, sinh ngày 17 tháng 2 năm 1939) là một chính trị gia Nhật Bản của Đảng Dân chủ Tự do (LDP), lãnh đạo của phái Shisuikai (hay thông thường gọi là phái Nikai), và từng giữ chức vụ Tổng thư ký của LDP từ năm 2016 đến năm 2021. Ông trước đây là Bộ trưởng Bộ Kinh tế, Thương mại và Công nghiệp. Nikai hiện đang phục vụ trong nhiệm kỳ thứ tám của mình trong Hạ viện đại diện cho quận 3 của Wakayama. Ông được coi là "nhà lập pháp thân Trung Quốc nhất Nhật Bản". Trong quá khứ, ông cũng từng bị chỉ trích vì những quan điểm lạc quan về mặt lý luận và gây ra tranh cãi khi mời phụ nữ "nhìn nhưng không nói chuyện" tại các cuộc họp quan trọng của đảng.